# L'Hospitalet de Llobregat
L'Hospitalet de Llobregat (plaatselijk vaak verkort tot L'Hospitalet of L'H) is een gemeente met 254.804 inwoners (1 januari 2016) in de Spaanse autonome regio Catalonië, in de provincie Barcelona. De gemeente heeft een oppervlakte van 14 km².
L'Hospitalet de Llobregat, normaal gesproken kortweg Hospitalet genoemd, ligt ingeklemd tussen de rivier de Llobregat en de stad Barcelona. Praktisch vormt Hospitalet de zuidelijke toegangspoort tot Barcelona voor treinreizigers en automobilisten. Hospitalet maakt deel uit van de metropool Barcelona. De bevolking van L'Hospitalet bestaat slechts voor krap 46% (45,68%) uit Catalanen, de overige ruim 54% van de bevolking komt of uit het buitenland (23,76%) of uit de rest van Spanje.

## Geschiedenis
De eerste tekenen van een nederzetting hier dateren van het Neolithicum, met artefacten die aantonen dat er mensen in de buurt van de rivier Llobregat hebben geleefd. Romeinse artefacten uit de 2e eeuw v.Chr., zoals een rouwdecoratie die het hoofd van Medusa voorstelt, zijn hier eveneens gevonden en zijn te zien in het archeologisch museum van Barcelona. De eerste geschreven documentatie over Provençana (de originele naam van de stad) dateert echter pas van de 10e eeuw. De huidige naam komt van het Catalaans en verwijst naar een hostel naast de kerk 'Santa Eulalia de Provençana' die in de middeleeuwen door pelgrims werd gebruikt. De stad behield het dorpse karakter tot aan de 18e eeuw toen de eerste textielfabrieken werden gebouwd, wat zorgde voor een bevolkingsexplosie. In de jaren 60 en 70 was er een tweede bevolkingsexplosie, veroorzaakt door immigranten vanuit de armere regio's van Spanje. Deze forse bevolkingsgroei had tot gevolg dat de bouw van de nodige voorzieningen achterbleef en het duurde tot in de jaren 90 voordat men investeerde in extra scholen, recreatiegebieden en huisvesting.

## Demografie
Bron: INE; 1857-2011: volkstellingen
Opm: Bevolkingscijfers in duizendtallen; aanhechting van Bouzas (1910) en Lavadores (1950)
| 1900 | 1930  | 1950  | 1970   | 1986   | 2010   | 2011   |
| ---- | ----- | ----- | ------ | ------ | ------ | ------ |
| 4948 | 37650 | 72580 | 241978 | 279779 | 258642 | 257057 |

Meer dan 22% van de inwoners van de stad is geboren buiten Spanje (voornamelijk Ecuador, de Dominicaanse Republiek en Marokko). Hoewel er in de stad ook een groot aantal permanente of niet-permanente inwoners woont vanuit andere landen van de Europese Unie. De bevolking in 2006 bestond voor 78% uit mensen geboren in Spanje (52% in Catalonië) en was als volgt verdeeld:
- Spanje 207.930
- Midden-Amerika 35.628
- Afrika 7935
- Azië 5375
- Europa (niet-EU) 2428
- Europese Unie 2004
- Oceanië 10

## Administratieve eenheden

Districten van L'Hospitalet de Llobregat

### District I
- Centre 
Centre is de benaming voor het historisch centrum van de stad, de oudste buurt, waar de gemeenteraad zetelt. Hier zijn veel culturele gebouwen te vinden, zoals het historisch museum, de bibliotheek Can Sumarro, het cultureel centrum Barradas en het Sala Alexandre Cirici. De buurt grenst aan het district Sanfeliu en Can Serra in het noorden, Bellvitge in het zuiden, Sant Josep in het oosten en de stad Cornellà de Llobregat in het westen.
- Sant Josep 
Sant Josep wordt begrensd door de vierhoek gevormd door de avenue van Fabregada en die van Isabel la Catòlica in het westen, de Torrent Gornal in het oosten, de spoorlijn in het noorden en Carrilet in het zuiden. In dit gebied hebben alle industriële activiteiten die Hospitalet heeft gehad door de jaren heen hun stempel achtergelaten: van de bloemmolens tot de destilleerderijen en van de verschillende vormen van energiewinning in het Canal de la Infanta tot aan de ceramische, textiel-, metaal- en chemische industrie. In feite is Sant Josep van oudsher een industriegebied, maar de daaropvolgende verdwijning van deze industrieën en fabrieken en de toename van de bevolking geeft het weer een meer residentieel karakter.
- Sanfeliu 
Het openbare leven is hier gecentreerd rondom de avenue van Cerezos en het plein Comunitats. Deze openbare ruimte is het toneel van diverse vieringen, zoals Sant Joan, het carnaval of vele andere populaire evenementen. Het culturele centrum is ook het centrum van veel activiteiten.

### District II
- Collblanc 
Collblanc heeft een uitgesproken commercieel karakter, maar is niettemin een van de meer persoonlijke buurten van de stad. Tegenwoordig is het Mercatplein en omgeving het centrum van het openbare leven.
- La Torrassa 
Oorspronkelijk gekoppeld aan Collblanc. Tegenwoordig is het Espanyola-plein en het nieuwe park van Torrassa het centrum van de buurt en de plaats waar aan het begin van de zomer de grootste vieringen worden gehouden.

### District III
- Santa Eulàlia
- Granvia Sud 
Is de kleinste buurt van de stad.

### District IV
- La Florida
- Les Planes

### District V
- Pubilla Casas
- Can Serra

### District VI

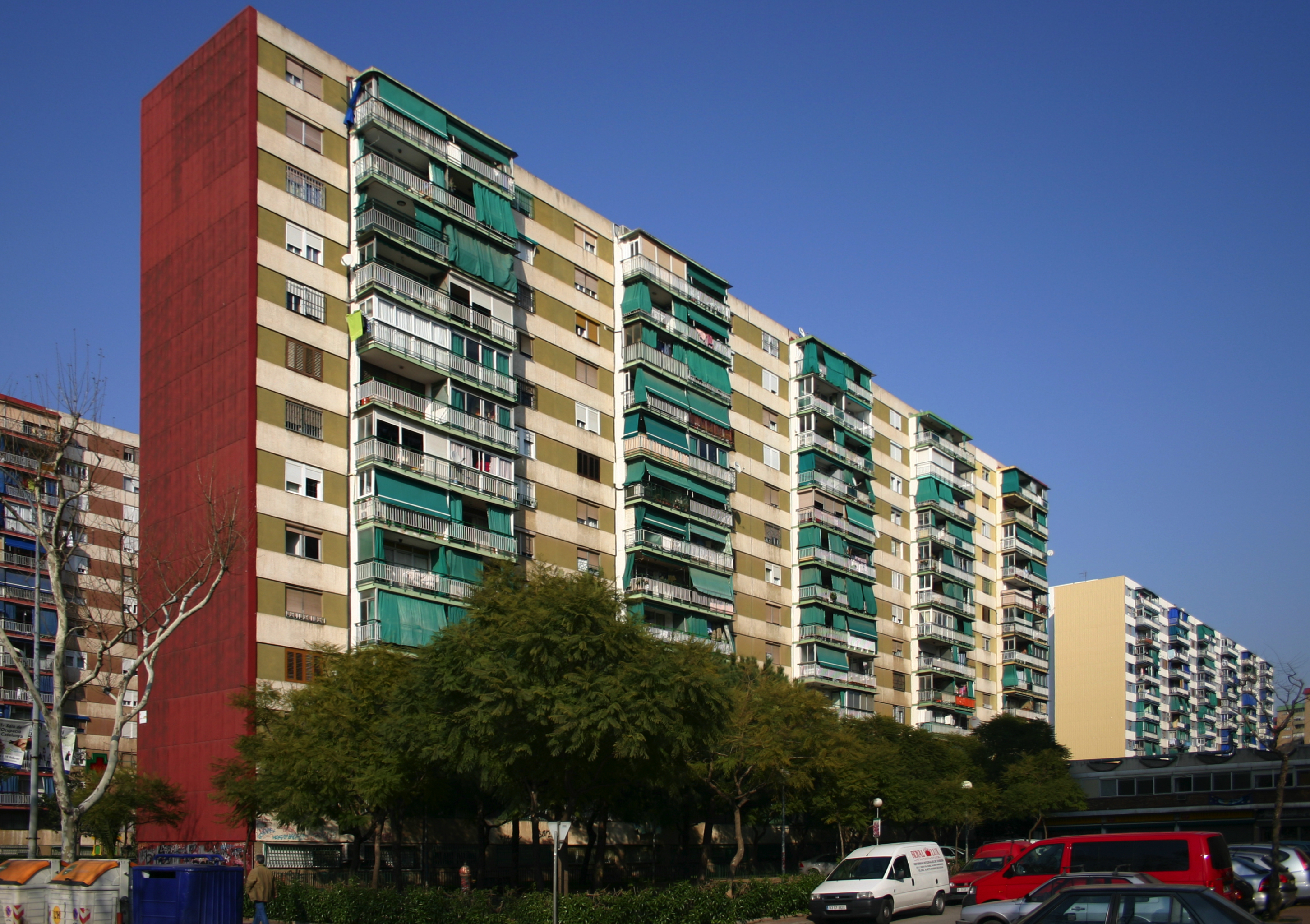
Bellvitge

- Bellvitge 
In 1964 begon vastgoedbeheerder Inmobiliaria Ciudad Condal S.A. (ICC) aan de bouw van deze buurt, naast de hermitage, op land gekocht van plaatselijke boeren. Bellvitge is ontworpen als een woonwijk om er een grote hoeveelheid immigranten van elders uit Spanje te kunnen huisvesten. Dit waren er in 1964 126.000.
- Gornal

## Geboren in L'Hospitalet de Llobregat
- Domènec Carulla (1903-1940), voetballer
- Pau Riera i Sala (1908-1985), industrieel, uitgever en mecenas
- Ferran Adrià (1962), kok
- Jordi Mollà (1968), acteur
- Albert Adrià (1969), kok
- Antonio Orozco (1972), zanger
- Sergio González (1976), voetballer
- Robert Moreno (1977), voetbaltrainer
- Enrique de Lucas (1978), voetballer
- Antoni Soldevilla (1978), voetballer
- Víctor Valdés (1982), voetballer
- Joan Lascorz (1985), motorcoureur
- Jordi Alba (1989), voetballer
- Adama Traoré (1996), voetballer
- Omar El Hilali (2003), Marokkaans-Spaans voetballer

## Fotogalerij

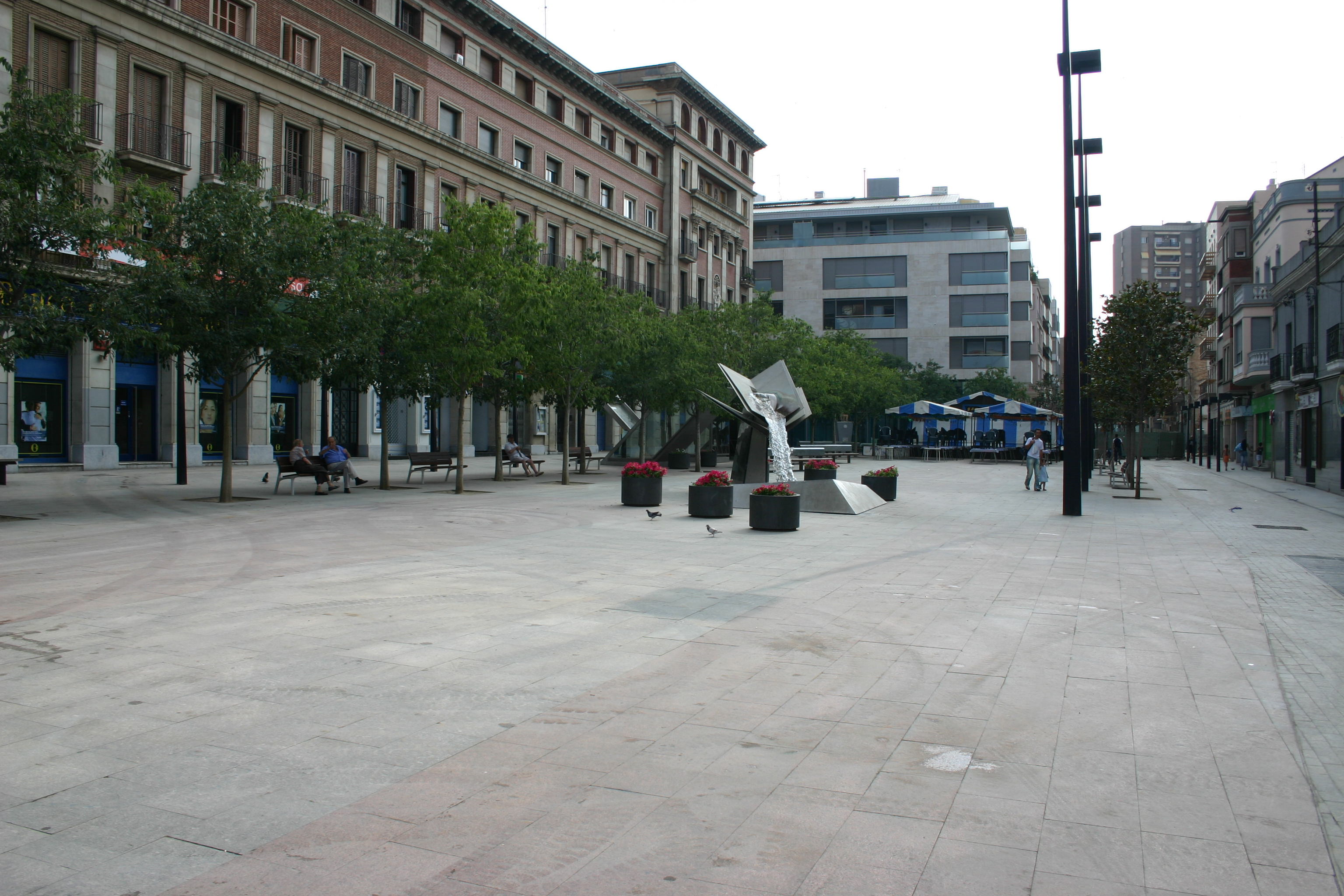
Plaça de l'Ajuntament
Rambla Just Oliveras in de wijk Centre
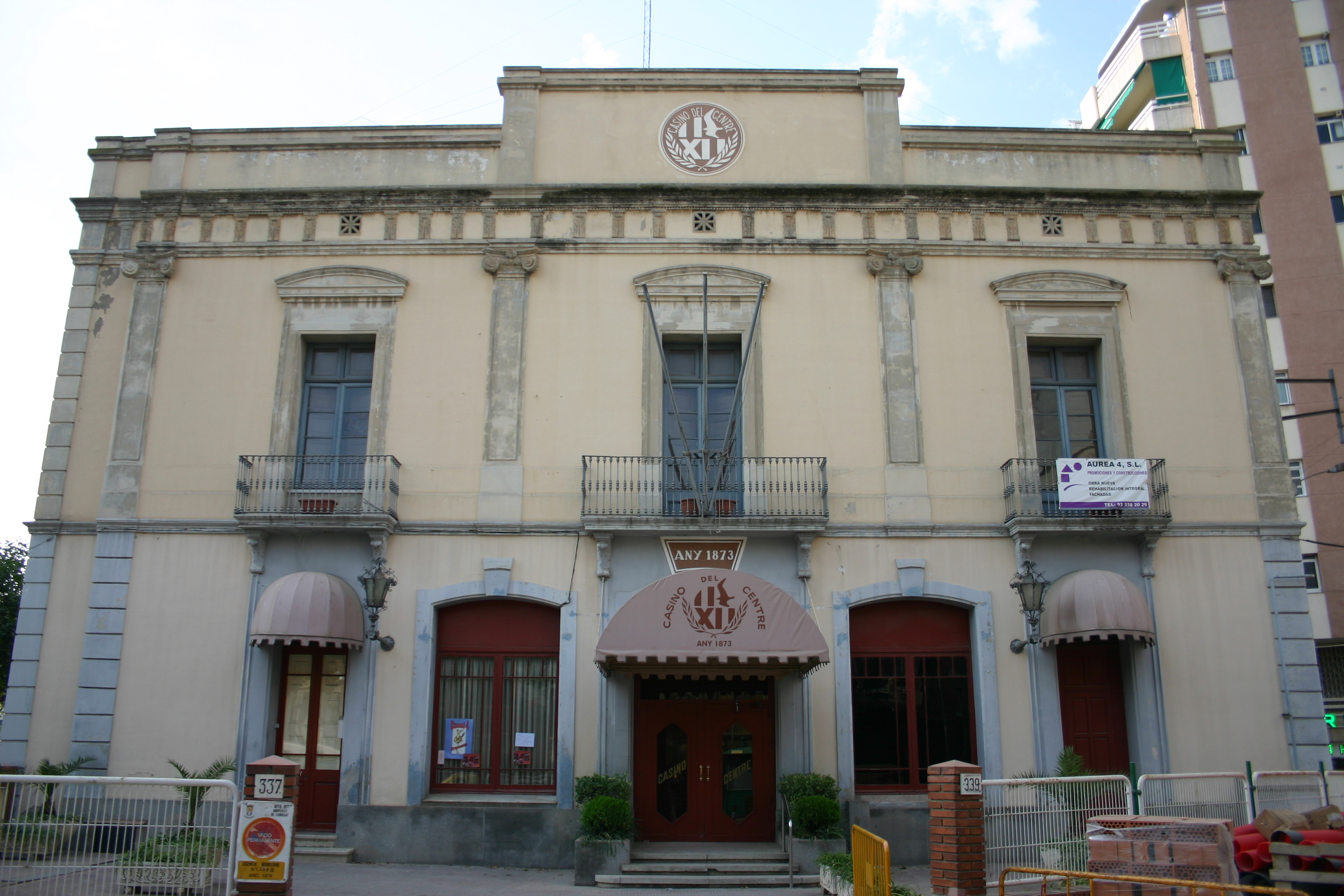
Casino del Centre
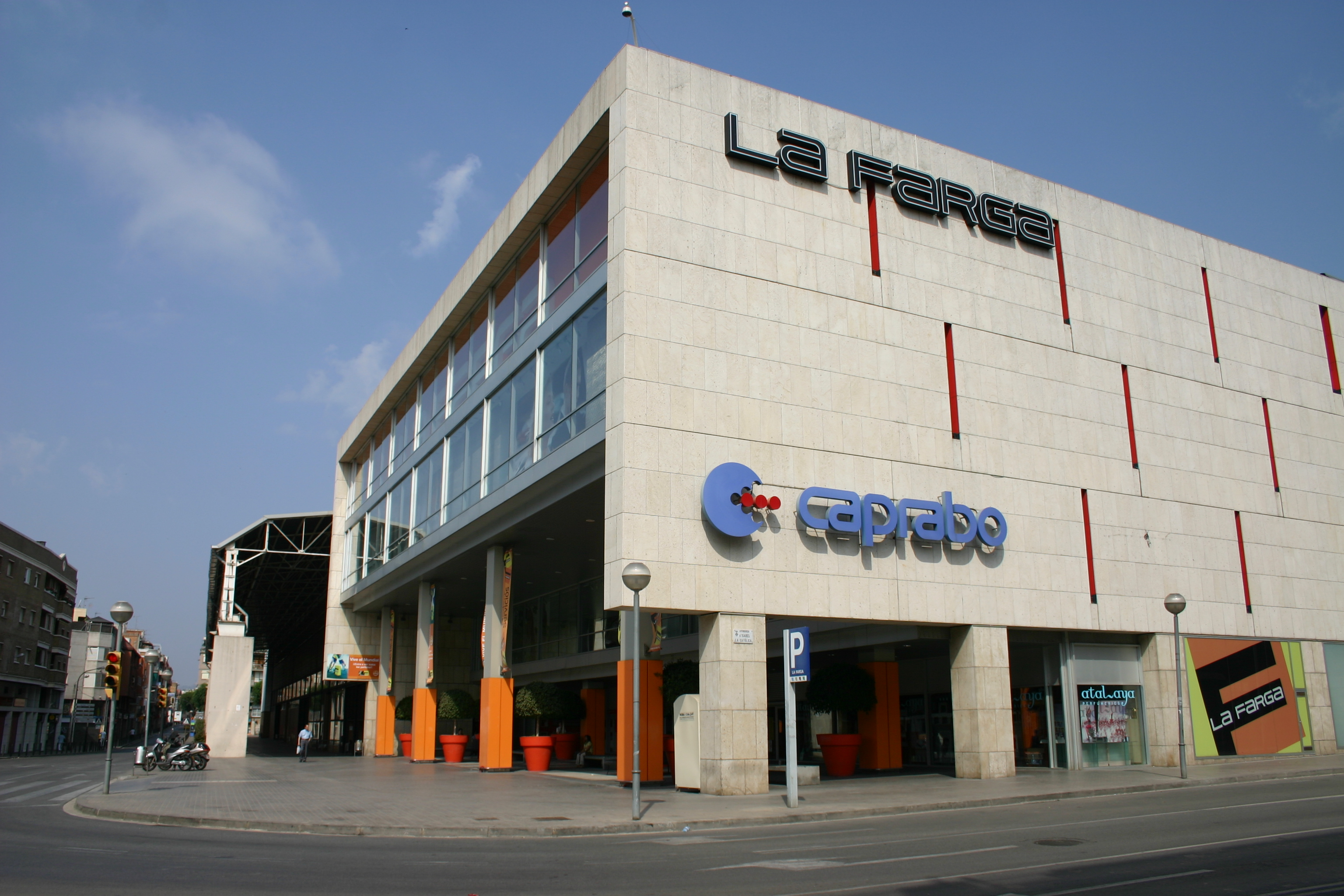
La Farga, industrieel erfgoed dat thans in gebruik is als multifunctioneel gebouw

Albacete · Alicante · Almería · Ávila · Badajoz · Badalona · Barcelona · Bilbao · Burgos · Cáceres · Cádiz · Cartagena · Castelló de la Plana · Ceuta · Ciudad Real · Córdoba · A Coruña · Cuenca · Elche/Elx · Gijón · Girona · Granada · Guadalajara · L'Hospitalet de Llobregat · Huelva · Huesca · Jaén · Jerez de la Frontera · León · Lleida · Logroño · Lugo · Madrid · Málaga · Melilla · Mérida · Móstoles · Murcia · Oviedo · Ourense · Palencia · Palma · Las Palmas de Gran Canaria · Pamplona · Pontevedra · Sabadell · Salamanca · San Sebastián · Santa Cruz de Tenerife · Santander · Santiago de Compostella · Segovia · Sevilla · Soria · Tarragona · Terrassa · Teruel · Toledo · Valencia · Valladolid · Vigo · Vitoria-Gasteiz · Zamora · Zaragoza
Abrera · Aguilar de Segarra · Aiguafreda · Alella · Alpens · L'Ametlla del Vallès · Arenys de Mar · Arenys de Munt · Argençola · Argentona · Artés · Avià · Avinyó · Avinyonet del Penedès · Badalona · Badia del Vallès · Bagà · Balenyà · Balsareny · Barberà del Vallès · Barcelona · Begues · Bellprat · Berga · Bigues i Riells del Fai · Borredà · El Bruc · El Brull · Les Cabanyes · Cabrera d'Anoia · Cabrera de Mar · Cabrils · Calaf · Calders · Caldes de Montbui · Caldes d'Estrac · Calella · Calonge de Segarra · Calldetenes · Callús · Campins · Canet de Mar · Canovelles · Cànoves i Samalús · Canyelles · Capellades · Capolat · Cardedeu · Cardona · Carme · Casserres · Castell de l'Areny · Castellar de n'Hug · Castellar del Riu · Castellar del Vallès · Castellbell i el Vilar · Castellbisbal · Castellcir · Castelldefels · Castellet i la Gornal · Castellfollit de Riubregós · Castellfollit del Boix · Castellgalí · Castellnou de Bages · Castellolí · Castellterçol · Castellví de la Marca · Castellví de Rosanes · Centelles · Cercs · Cerdanyola del Vallès · Cervelló · Collbató · Collsuspina · Copons · Corbera de Llobregat · Cornellà de Llobregat · Cubelles · Dosrius · Esparreguera · Esplugues de Llobregat · L'Espunyola · L'Esquirol · L'Estany · Figaró-Montmany · Fígols · Fogars de la Selva · Fogars de Montclús · Folgueroles · Fonollosa · Font-rubí · Les Franqueses del Vallès · Gaià · Gallifa · La Garriga · Gavà · Gelida · Gironella · Gisclareny · La Granada · Granera · Granollers · Gualba · Guardiola de Berguedà · Gurb · L'Hospitalet de Llobregat · Els Hostalets de Pierola · Igualada · Jorba · La Llacuna · La Llagosta · Lliçà d'Amunt · Lliçà de Vall · Llinars del Vallès · Lluçà · Malgrat de Mar · Malla · Manlleu · Manresa · Marganell · Martorell · Martorelles · Les Masies de Roda · Les Masies de Voltregà · El Masnou · Masquefa · Matadepera · Mataró · Mediona · Moià · Molins de Rei · Mollet del Vallès · Monistrol de Calders · Monistrol de Montserrat · Montcada i Reixac · Montclar · Montesquiu · Montgat · Montmajor · Montmaneu · Montmeló · Montornès del Vallès · Montseny · Muntanyola · Mura · Navarcles · Navás · La Nou de Berguedà · Òdena · Olèrdola · Olesa de Bonesvalls · Olesa de Montserrat · Olivella · Olost · Olvan · Orís · Oristà · Orpí · Òrrius · Pacs del Penedès · Palafolls · Palau-solità i Plegamans · La Palma de Cervelló · Pallejà · El Papiol · Parets del Vallès · Perafita · Piera · Pineda de Mar · El Pla del Penedès · La Pobla de Claramunt · La Pobla de Lillet · Polinyà · El Pont de Vilomara i Rocafort · Pontons · El Prat de Llobregat · Prats de Lluçanès · Els Prats de Rei · Premià de Dalt · Premià de Mar · Puigdàlber · Puig-reig · Pujalt · La Quar · Rajadell · Rellinars · Ripollet · La Roca del Vallès · Roda de Ter · Rubí · Rubió · Rupit i Pruit · Sabadell · Sagàs · Saldes · Sallent · Sant Adrià de Besòs · Sant Agustí de Lluçanès · Sant Andreu de la Barca · Sant Andreu de Llavaneres · Sant Antoni de Vilamajor · Sant Bartomeu del Grau · Sant Boi de Llobregat · Sant Boi de Lluçanès · Sant Cebrià de Vallalta · Sant Celoni · Sant Climent de Llobregat · Sant Cugat del Vallès · Sant Cugat Sesgarrigues · Sant Esteve de Palautordera · Sant Esteve Sesrovires · Sant Feliu de Codines · Sant Feliu de Llobregat · Sant Feliu Sasserra · Sant Fost de Campsentelles · Sant Fruitós de Bages · Sant Hipòlit de Voltregà · Sant Iscle de Vallalta · Sant Jaume de Frontanyà · Sant Joan de Vilatorrada · Sant Joan Despí · Sant Julià de Cerdanyola · Sant Julià de Vilatorta · Sant Just Desvern · Sant Llorenç d'Hortons · Sant Llorenç Savall · Sant Martí d'Albars · Sant Martí de Centelles · Sant Martí de Tous · Sant Martí Sarroca · Sant Martí Sesgueioles · Sant Mateu de Bages · Sant Pere de Ribes · Sant Pere de Riudebitlles · Sant Pere de Torelló · Sant Pere de Vilamajor · Sant Pere Sallavinera · Sant Pol de Mar · Sant Quintí de Mediona · Sant Quirze de Besora · Sant Quirze del Vallès · Sant Quirze Safaja · Sant Sadurní d'Anoia · Sant Sadurní d'Osormort · Sant Salvador de Guardiola · Sant Vicenç de Castellet · Sant Vicenç de Montalt · Sant Vicenç de Torelló · Sant Vicenç dels Horts · Santa Cecília de Voltregà · Santa Coloma de Cervelló · Santa Coloma de Gramenet · Santa Eugènia de Berga · Santa Eulàlia de Riuprimer · Santa Eulàlia de Ronçana · Santa Fe del Penedès · Santa Margarida de Montbuí · Santa Margarida i els Monjos · Santa Maria de Besora · Santa Maria de Martorelles · Santa Maria de Merlès · Santa Maria de Miralles · Santa Maria de Palautordera · Santa Maria d'Oló · Santa Perpètua de Mogoda · Santa Susanna · Santpedor · Sentmenat · Seva · Sitges · Sobremunt · Sora · Subirats · Súria · Tagamanent · Talamanca · Taradell · Terrassa · Tavèrnoles · Tavertet · Teià · Tiana · Tona · Tordera · Torelló · La Torre de Claramunt · Torrelavit · Torrelles de Foix · Torrelles de Llobregat · Ullastrell · Vacarisses · Vallbona d'Anoia · Vallcebre · Vallgorguina · Vallirana · Vallromanes · Veciana · Vic · Vilada · Viladecans · Viladecavalls · Vilafranca del Penedès · Vilalba Sasserra · Vilanova de Sau · Vilanova del Camí · Vilanova del Vallès · Vilanova i la Geltrú · Vilassar de Dalt · Vilassar de Mar · Vilobí del Penedès · Viver i Serrateix
Spanje · Regio's · Provincies